# Vauchamps (Doubs)
Vauchamps era una comuna francesa situada en el departamento de Doubs, de la región de Borgoña-Franco Condado, que el 1 de enero de 2018 pasó a ser una comuna delegada de la comuna nueva de Bouclans al fusionarse con la comuna de Bouclans.

## Demografía
| Gráfica de evolución demográfica de Vauchamps entre 1800 y 2015 |
|                                                                 |

Los datos demográficos contemplados en este gráfico de la comuna de Vauchamps se han cogido de 1800 a 1999 de la página francesa EHESS/Cassini, y los demás datos de la página del INSEE.